# Mindanao-Hörnchen
Das Mindanao-Hörnchen (Sundasciurus mindanensis) ist eine Hörnchenart aus der Gattung der Sunda-Baumhörnchen (Sundasciurus). Es lebt auf der philippinischen Insel Mindanao.

## Merkmale
Das Mindanao-Hörnchen erreicht eine Kopf-Rumpf-Länge von etwa 19,3 bis 20,3 Zentimetern bei einem Gewicht von etwa 285 Gramm. Der Schwanz ist etwa 17,1 bis 19,1 Zentimeter lang und damit etwas kürzer als der restliche Körper. Die Rücken- und Schwanzfarbe der Tiere ist einheitlich dunkelgrau mit Haaren, die an der Basis schwarz, im Mittelteil sandgelb und an den Spitzen wieder schwarz sind. An der Rückenlinie ist die Farbe dunkler als an den Körperseiten, die Hüften und die Oberseiten der Füße sind rötlich-grau und auch die Nase und die Augenregion sind rötlich. Die Körperseiten und der Bauch sind aschgrau.
Es entspricht in der Färbung dem Samar-Hörnchen (Sundasciurus samarensis), im Vergleich ist das Samar-Hörnchen in der Regel etwas größer und hat keinen Augenring, auch die Hüften und die Nasenregion sind einfarbig grau.

## Verbreitung
Das Mindanao-Hörnchen lebt endemisch auf der philippinischen Insel Mindanao und einigen kleineren Inseln der Umgebung.

## Lebensweise
Über die Lebensweise des Mindanao-Hörnchens liegen keine Daten vor. Es lebt wie das Philippinen-Hörnchen in Primär- und Sekundärwäldern und kommt wahrscheinlich auch im Bereich landwirtschaftlicher Flächen vor.

## Systematik
Das Mindanao-Hörnchen wird als eigenständige Art innerhalb der Gattung der Sunda-Baumhörnchen (Sundasciurus) eingeordnet, die – je nach Autor – aus 15 bis 17 Arten besteht. Die wissenschaftliche Erstbeschreibung stammt von Joseph Beal Steere aus dem Jahr 1890, der die Art anhand von Individuen von der Insel Mindanao beschrieb. Eine Konspezifität mit weiteren Inselarten der Gattung wie dem Davao-Hörnchen (Sundasciurus davensis), dem Philippinen-Hörnchen (Sundasciurus philippinensis) und dem Samar-Hörnchen (Sundasciurus samarensis) ist möglich.
Innerhalb der Art werden neben der Nominatform keine weiteren Unterarten unterschieden.

## Status, Bedrohung und Schutz
Das Mindanao-Hörnchen wird von der International Union for Conservation of Nature and Natural Resources (IUCN) als nicht gefährdet (Least concern) gelistet. Begründet wird dies mit dem vergleichsweise große Verbreitungsgebiet und dem lokal häufigen Vorkommen sowie der Anpassungsfähigkeit an veränderte Lebensraumbedingungen. Bestandsbedrohende Gefahren sind nicht bekannt, es wird jedoch wahrscheinlich – wie das Philippinen-Hörnchen – teilweise für den Haustierhandel gefangen und verkauft oder auch als Fleischquelle bejagt.

## Belege
1. 1 2 3 4 5  Richard W. Thorington Jr., John L. Koprowski, Michael A. Steele: Squirrels of the World. Johns Hopkins University Press, Baltimore MD 2012; S. 189. ISBN 978-1-4214-0469-1
2. 1 2 3 4 5  Sundasciurus mindanensis in der Roten Liste gefährdeter Arten der IUCN 2014.3. Eingestellt von: F. Chiozza, 2008. Abgerufen am 4. Januar 2015.
3. 1 2 3 4  Sundasciurus mindanensis In: Don E. Wilson, DeeAnn M. Reeder (Hrsg.): Mammal Species of the World. A taxonomic and geographic Reference. 2 Bände. 3. Auflage. Johns Hopkins University Press, Baltimore MD 2005, ISBN 0-8018-8221-4.